# Hybomitra kourii
Hybomitra kourii är en tvåvingeart som först beskrevs av Travassos Dias 1974.  Hybomitra kourii ingår i släktet Hybomitra och familjen bromsar.
Artens utbredningsområde är Angola. Inga underarter finns listade i Catalogue of Life.